# Vincenzo Pucitta
Vincenzo Pucitta (17. února 1778 Civitavecchia – 20. prosince 1861 Milán) byl italský hudební skladatel, zástupce tzv. neapolské operní školy.

## Život
Vincenzo Pucitta se narodil v Civitavecchii, v přístavním městě, cca 80 km severozápadně od Říma. Ve 12 letech byl přijat na Conservatorio della Pietà dei Turchini v Neapoli. Mezi jeho učiteli byli Fedele Fenaroli a Nicola Sala. Jako operní skladatel debutoval v roce 1800 operou Le nozze senza sposa uvedenou v Teatro Ducale v Parmě. Jeho čtvrtá opera Il furisco se dočkala v milánské La Scale mimořádného úspěchu a díky ní se stal populárním v celé Itálii.
Největších úspěchů dosáhl, když spolupracoval s tehdy velmi oblíbenou zpěvačkou Angelicou Catalani. Pucitta pro ni komponoval díla, která maximálně využívala jejích hlasových možností a charakteristické barvy hlasu. Doprovázel Catalani do Londýna, kde se stal hudebním režisérem v Královském divadle. Vrcholem jeho kariéry bylo v roce 1814 slavnostní představení jeho opery Aristodemo za přítomnosti anglického královského páru, ruského cara a pruského krále. V letech 1815 – 1817 působil Pucitta jako klavírní korepetitor Catalani, zejména pak v době jejího angažmá v Théâtre Italien v Paříži. V roce 1817 se dostal do sporu s manželem zpěvačky, a to jej přimělo k návratu do Itálie. Usadil se v Římě, ale jeho další opery nebyly příliš úspěšné. Zemřel prakticky zapomenut v roce 1861 v Miláně.

## Opery

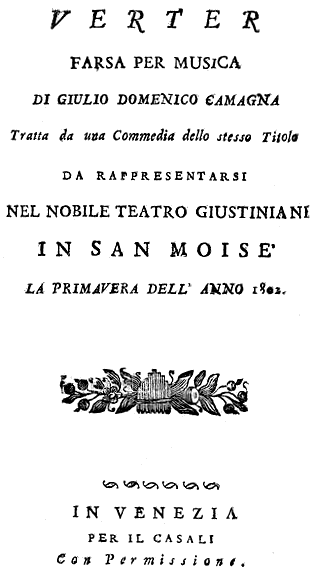
Titulní strana libreta k opeře Werter e Carlotta (1802).

- Le nozze senza sposa (1800, Parma)
- Bianca de' Rossi (1800, Florencie)
- L'amor platonico (1800, Lucca)
- Il fuoruscito (1801, Milán)
- Teresa e Wilk (1802, Benátky)
- Werter e Carlotta (1802, Benátky)
- Il puntiglio (Furberia e puntiglio) (1802, Milán)
- La perfidia scoperta (1803, Benátky)
- Zelinda e Lindoro (1803, Benátky)
- Lauretta (1803, Padova)
- La burla fortunata ossia I due prigionieri (1804, Benátky); Adolfo e Chiara (1812, Turín); Li due prigionieri ossia Adolfo e Clara (1814, Londýn)
- Lo sposo di Lucca (1805, Benátky)
- Andromaca (1806)
- Il marchese d'un giorno ovvero Gli sposi felici (1808, Livorno)
- La caccia di Enrico IV (1809, Londýn)
- La vestale (1810, Londýn)
- Il trionfo di Rosselane ossia Le tre sultane (1811, Londýn)
- Ginevra di Scozia (1812)
- Baodicea (1813)
- Il feudatario (1813, Terst)
- Aristodemo (1814, Londýn)
- L'orgoglio avvilito (1815, Paříž)
- La principessa in campagna o Il marchese nell'imbarazzo (La principessa bizzarra) (1817, Paříž)
- Il maestro di cappella (1818, Terst)
- La festa del villaggio (1822, Řím)
- La Fausse Agnès (1824, Paříž)